# Съдърк
Съдърк е район на Лондон (на английски: London Borough of Southwark), разположен на южния бряг на Темза срещуположно на Сити. В него са разположени големият транспортен възел Лондон Бридж (London Bridge terminus station) и туристически атракции като небостъргача Шард, художествената галерия Тейт Модърн, реконструираният шекспиров театър Глобус и др.
1. ↑  ons.maps.arcgis.com
2. ↑  www.ons.gov.uk